# Råttfångaren (film, 2023)
Råttfångaren (originaltitel: The Rat Catcher) är en amerikansk komedifilm som hade premiär på Netflix den 29 september 2023. Filmen är regisserad av Wes Anderson, och baserad på Roald Dahls berättelse.

## Handling
Filmen kretsar kring en reporter och en mekaniker som lyssnar på en råttfångare som förklarar hur han överlistar sitt byte.

## Rollista (i urval)
- Ralph Fiennes – Rat Man
- Rupert Friend – Claud
- Richard Ayoade – Editor